# Horseshoe Bay Ferry Terminal
Das Horseshoe Bay Ferry Terminal ist ein Fährhafen in der kanadischen Provinz British Columbia. Er liegt an der Südküste des Howe Sound, im Stadtteil Horseshoe Bay von West Vancouver im Regionaldistrikt Metro Vancouver. Der Fährhafen liegt unter anderem auf der Route des Highway 1, der hier die südliche Route des Trans-Canada Highway ist.
BC Ferries (ausgeschrieben British Columbia Ferry Services Inc.), als der Hauptbetreiber der Fährverbindungen an der Westküste von British Columbia, betreibt von hier aus verschiedene Routen zur Sunshine Coast, nach Vancouver Island und nach Bowen Island.
Vom Fährterminal besteht eine Anbindung mit öffentlichen Verkehrsmitteln an die Innenstadt von Vancouver. Für die Bereitstellung dieser Verbindung ist grundsätzlich TransLink verantwortlich. Zurzeit wird die Strecke durch die Buslinien 250 und 257 der West Vancouver Blue Bus bedient. Mit dem Expressbus 257 beträgt die Fahrzeit vom Fährterminal bis in die Innenstadt etwa 40 Minuten.

## Routen
Von hier werden folgende Ziele angelaufen:
- nach Nanaimo (über Departure Bay)
- nach Gibsons (über Langdale)
- nach Bowen Island (Snug Cove)